# Distretto di Gosfandi
Il distretto di Gosfandi è un distretto dell'Afghanistan appartenente alla provincia di Sar-e Pol.